# ذخیره‌گاه زیست‌کره ویدزم شمالی
ذخیره‌گاه زیست‌کره ویدزم شمالی (به لاتین: North Vidzeme Biosphere Reserve) یک منطقهٔ مسکونی در لتونی است که در Vidzeme واقع شده‌است.